# ジェイアール四国企画
株式会社ジェイアール四国企画（ジェイアールしこくきかく、JR四国企画）は、香川県高松市に本社を置く日本の総合広告代理店。

## 概要
1997年（平成9年）に、四国旅客鉄道の広告部門の分社化により発足し、駅ポスターや駅看板など、交通広告を開発・販売・管理する媒体社の機能を有する。JR四国のハウスエージェンシーとして、鉄道商品等のテレビCM制作・放映や旅行商品のパンフレット制作をはじめ、TV、新聞、雑誌、WEB等の制作・出稿業務を中心に取り扱う。

## 店等

### 本社
- 香川県高松市浜ノ町

### 支店
- 松山支店（愛媛県松山市大手町）

## 事業

### 交通広告媒体
駅広告
- デジタルサイネージ、駅サインボード、駅ジャック広告、駅ポスター

車内広告
- 列車中吊りポスター、車内ステッカー

駅構内イベント
- 販促イベント、商品展示

### 広告代理店業務
マスメディア
- TV、新聞、ラジオ、雑誌

セールスプロモーション
- 印刷物、イベント、キャンペーン、DM

インターネット
- HP制作、バナー広告、リスティング広告

その他リレーション
- 翻訳、リサーチ、ブランディング業務

### その他
ミニSL

## 参考
ジェイアール四国企画について
 JR徳島駅に多言語表示の観光ウェルカムボードを設置（レイルラボ）